# Torsten Amft
Torsten Amft (Leipzig, 14 de janeiro de 1971) é um desenhista de moda e estilista alemão.

## Início
Torsten Amft viajou para Berlim aos 17 anos e se tornou modelo. Depois trabalhou principalmente a nível internacional, incluindo para Helmut Newton, Herb Ritts e Gianni Versace.

## Carreira
Amft trabalha em todo o mundo, tem a sua sede em Berlin e escritórios em Tóquio e Nova Iorque. 
Em 2000 ganhou o "Lexton Fashion Price", em Manhattan. Amft é criador de alta costura para homem e mulher.
Durante vários anos, Torsten Amft foi o diretor artístico na Europa da maior empresa open-air fashion show, a "Global Fashion Festival".

## Marcas
Suas criações individuais de alta costura têm o seu nome Torsten Amft, enquanto a sua linha de vestuário como designer é distribuída sob o rótulo Amft. Sobre o contexto da moda na arte moderna, Amft vê a fusão das influências da sociedade e da política no vestuário.

## Filosofia
Considerado um costureiro progressista, é um dos artistas da moda alemã. Suas interpretações de vestuário, como utilização de crenças e de difusão de mensagens, têm sido praticadas desde 2000. As coleções de Amfts estão sempre sob um aspecto crítico social, tais como a sua primeira colecção sob o lema "2007/08 colateral Clima", tendo sido referido como o primeiro costureiro que interpretou no vestuário as alterações climáticas no planeta. No seu desfile primavera / verão 2008, assumiu, após a cimeira do G8, apresentar o tema "África contra a fome". A coleção inteira foi associada com a cultura Africana.